# Guitar Boogie
Guitar Boogie è un album di raccolta dei musicisti Eric Clapton, Jeff Beck e Jimmy Page, pubblicato nel 1971.

## Tracce
Side A
1. Choker – 1:21 – Eric Clapton with Jimmy Page
2. Snake Drive – 2:30 – Eric Clapton
3. Draggin' My Tail – 3:56 – Eric Clapton with Jimmy Page
4. Steelin' – 2:33 – The Allstars featuring Jeff Beck
5. Freight Loader – 2:43 – Eric Clapton with Jimmy Page

Side B
1. West Coast Idea – 2:15 – Eric Clapton
2. L.A. Breakdown – 2:02 – The Allstars featuring Jimmy Page
3. Down in the Boots – 3:22 – The Allstars featuring Jimmy Page
4. Chuckles – 2:20 – The Allstars featuring Jeff Beck
5. Tribute to Elmore – 2:05 – Eric Clapton